# Premio Goya per la miglior produzione
Il premio Goya per la miglior produzione (premio Goya a la mejor dirección de producción) è un premio cinematografico assegnato annualmente dall'Academia de las Artes y las Ciencias Cinematográficas de España a partire dal 1988 al miglior produttore di un film spagnolo uscito nelle sale cinematografiche nel corso dell'anno precedente. Alla prima edizione del premio, nel 1987, la categoria non era prevista.
Il plurivincitore è José Luis Escolar con quattro vittorie su quattro candidature.

## Albo d'oro
I vincitori sono indicati in grassetto, a seguire gli altri candidati.

### Anni 1988-1989
- 1988: Marisol Carnicero - Faccia sbattuta (Cara de aselga)
  - Mario Morales - Asignatura aprobada
  - Daniel Vega - Polizia
- 1989: José G. Jacoste - Remando nel vento (Remando al viento)
  - Emiliano Otegui - Berlín Blues
  - Esther García - Donne sull'orlo di una crisi di nervi (Mujeres al borde de un ataque de nervios)
  - Marisol Carnicero - Pasodoble
  - Víctor Albarrán - A peso d'oro (El Dorado)

### Anni 1990-1999
- 1990: José López Rodero - La scimmia è impazzita (El sueño del mono loco)
  - Andrés Santana - Bajarse al moro
  - Andrés Santana - Il mare e il tempo (El mar y el tiempo)
  - Francisco Villar, Jaime Fernández-Cid, Adolfo Cora, Chattab Gharbi e Selma Beccar - Il bambino della luna (El niño de la luna)
  - Marisol Carnicero - Squillace (Esquilache)
- 1991: Víctor Albarrán - ¡Ay, Carmela!
  - Esther García - Légami! (¡Átame!)
  - Primitivo Álvaro - Le lettere di Alou (Las cartas de Alou)
- 1992: Andrés Santana - Il re stupito (El rey pasmado)
  - José Luis García Arrojo - Beltenebros
  - Alejandro Vázquez - Don Giovanni negli inferni (Don Juan en los infiernos)
- 1993: Esther García - Azione mutante (Acción mutante)
  - Antonio Guillén Rey - Il maestro di scherma (El maestro de esgrima)
  - Cristina Huete - Belle Époque
- 1994: José Luis García Arrojo - Il tiranno Banderas (Tirano Banderas)
  - Esther García - Kika - Un corpo in prestito (Kika)
  - Ricardo García Arrojo - Tutti in carcere (Todos a la cárcel)
- 1995: José Luis Escolar - La passione turca (La pasión turca)
  - José Luis García Arrojo - Il detective e la morte (El detective y la muerte)
  - Andrés Santana - Días contados
- 1996:José Luis Escolar - Nessuno parlerà di noi (Nadie hablará de nosotras cuando hayamos muerto)
  - Josean Gómez - Boca a boca
  - Carmen Martínez - Il giorno della bestia
- 1997: Emiliano Otegui - Tesis
  - Carmen Martínez - Más allá del jardín
  - Luis Gutiérrez - Libertarias
- 1998: José Luis Escolar - Perdita Durango
  - Roberto Manni - L'immagine del desiderio (La femme de chambre du Titanic)
  - Yousaf Bokhari Bustamante - Territorio Comanche
- 1999: Angélica Huete - La niña dei tuoi sogni (La niña de tus ojos)
  - Emiliano Otegui - Apri gli occhi (Abre los ojos)
  - Luis María Delgado e Valentín Panero - El abuelo
  - Mikel Nieto - La hora de los valientes

### Anni 2000-2009
- 2000: Esther García - Tutto su mia madre (Todo sobre mi madre)
  - Carmen Martínez - Goya (Goya en Burdeos)
  - Emiliano Otegui - La lingua delle farfalle (La lengua de las mariposas)
  - Eduardo Santana - 'Solas'
- 2001: Luis María Delgado - You'Re the One - Una Historia de Entonces (Una historia de entonces)
  - Tino Pont por - El corazón del guerrero
  - Juanma Pagazaurtundua - La comunidad - Intrigo all'ultimo piano (La comunidad)
  - Carmen Martínez Muñoz - Le avventure e gli amori di Lazaro De Tormes (Lázaro de Tormes)
- 2002: Emiliano Otegui e Miguel Ángel González - The Others
  - José Luis Jiménez - Intacto
  - Carlos Bernases - Giovanna la pazza (Juana la Loca)
  - Angélica Huete - Nessuna notizia da Dio (Sin noticias de Dios)
- 2003: Fernando Victoria de Lecea - La caja 507
  - Luis Gutiérrez - El embrujo de Shanghai
  - Andrés Santana - Il viaggio di Carol (El viaje de Carol)
  - Javier Arsuaga - Guerreros
- 2004: Luis Manso e Marina Ortíz - Spia + Spia - Due superagenti armati fino ai denti (La gran aventura de Mortadelo y Filemón)
  - Pilar Robla - Al sur de Granada
  - Ana Vila - Per amare Carmen (Carmen)
  - Josean Gómez - El misterio Galíndez
- 2005: Emiliano Otegui - Mare dentro (Mar adentro)
  - Esther García - La mala educación
  - Juanma Pagazaurtundua - Crimen perfecto - Finché morte non li separi (Crimen ferpecto)
  - Miguel Torrente e Cristina Zumárraga - El Lobo
- 2006: Esther García - La vita segreta delle parole (La vida secreta de las palabras)
  - Ernesto Chao e Eduardo Santana - Habana Blues
  - Puy Oria - Obaba
  - Tino Pont - Camarón
- 2007: Cristina Zumárraga - Il destino di un guerriero (Alatriste)
  - Eduardo Santana, Ricardo García Arrojo e Guido Simonetti - Los Borgia
  - Bernat Elías - Salvador 26 anni contro (Salvador Puig Antich)
  - Toni Novella - Volver
- 2008: Sandra Hermida - The Orphanage (El Orfanato)
  - Juan Carmona e Salvador Gómez Cuenca - Luz de domingo
  - Martín Cabañas - Le 13 rose (Las 13 rosas)
  - Teresa Cepeda - Oviedo Express
- 2009: Rosa Romero - Oxford Murders - Teorema di un delitto (Los crímenes de Oxford)
  - Cristina Zumárraga - Che - L'argentino (The Argentine)
  - Emiliano Otegui - Los girasoles ciegos
  - Rafael Cuervo e Mario Pedraza - Sólo quiero caminar

### Anni 2010-2019
- 2010: José Luis Escolar - Agora
  - Alicia Tellería - Cella 211 (Celda 211)
  - Cristina Zumárraga - Che - Guerriglia (Guerrilla)
  - Eduardo Castro - El baile de la Victoria
- 2011: Cristina Zumárraga - También la lluvia
  - Aleix Castellón - Pa negre
  - Edmon Roch Colom e Toni Novella - Lope
  - Yousaf Bhokari - Ballata dell'odio e dell'amore (Balada triste de trompeta)
- 2012: Andrés Santana - Blackthorn - Sin destino
  - Toni Carrizosa - Eva
  - Toni Novella - La pelle che abito (La piel que habito)
  - Paloma Molina - No habrá paz para los malvados
- 2013: Sandra Hermida Muñiz - The Impossible (Lo imposible)
  - Josep Amorós - Blancanieves
  - Angélica Huete - El artista y la modelo
  - Manuela Ocón - Grupo 7
- 2014: Carlos Bernases - Las brujas de Zugarramurdi
  - Marta Sánchez de Miguel - 3 bodas de más
  - Josep Amorós - The Last Days (Los últimos días)
  - Koldo Zuazua - Zipi y Zape y el club de la caníca
- 2015: Edmon Roch, Toni Novella - El Niño 
  - Manuela Ocón - La isla mínima
  - Luis Fernández Lago, Julián Larrauri - Mortadello e Polpetta contro Jimmy lo Sguercio (Mortadelo y Filemón contra Jimmy el Cachondo)
  - Esther García - Storie pazzesche (Relatos salvajes)
- 2016: Andrés Santana e Marta Miró - Nadie quiere la noche
  - Carla Pérez de Albéniz - Desconocido - Resa dei conti (El desconocido)
  - Toni Novella - Palmeras en la nieve
  - Luis Fernández Lago - Perfect Day (Un día perfecto)
- 2017: Sandra Hermida Muñiz - Sette minuti dopo la mezzanotte (A Monster Calls)
  - Carlos Bernases - 1898: Los últimos de Filipinas
  - Manuela Ocón - L'uomo dai mille volti (El hombre de las mil caras)
  - Pilar Robla - La reina de España
- 2018: Ander Sistiaga - Handia
  - Carla Pérez de Albéniz - Estate 1993 (Estiu 1993)
  - Alex Boyd e Jordi Berenguer - La casa dei libri (La librería)
  - Luis Fernández Lago - Oro - La città perduta (Oro)

- 2019: Yousaf Bokhari - L'uomo che uccise Don Chisciotte (The Man Who Killed Don Quixote)
  - Luis Fernández Lago - Non ci resta che vincere (Campeones)
  - Eduard Vallès y Hanga Kurucz - Il fotografo di Mauthausen (El fotógrafo de Mauthausen)
  - Iñaki Ros - Il regno (El reino)

### Anni 2020-2029
- 2020: Carla Pérez de Albéniz - Mientras dure la guerra
  - Toni Novella - Dolor y gloria
  - Manolo Limón - Intemperie
  - Ander Sistiaga - La trinchera infinita